# Alemão suábio

Áreas onde dialetos alemânicos são falados

O alemão suábio (Schwäbischⓘ) é um dos grupos de dialetos do alemânico que pertencem ao continuum dos dialetos alto-alemães. É falado principalmente na Suábia, na região central e sudeste de Baden-Württemberg (incluindo sua capital Stuttgart e a região dos Alpes Suábios e no sudoeste da Baviera (Suábia (Baviera)). Além disso, os dialetos suábio-alemão são falados por alemães do Cáucaso na Transcaucásia. Os dialetos da população Suábia do Danúbio da Hungria, da antiga Iugoslávia e da Romênia são apenas nominalmente suábios e podem ser rastreados não apenas até o suábio, mas também o franco-bávaro e dialetos alemães hessianos, com vários graus de influência dos dialetos iniciais localmente.
O suábio pode ser difícil de entender para falantes de alemão padrão devido à sua pronúncia, gramática e vocabulário parcialmente diferentes. Por exemplo, o termo alemão padrão para "geleia de morango" é Erdbeermarmelade, enquanto na Suábia é chamado de Bräschdlingsgsälz.
Em 2009, a palavra Muggeseggele (uma gíria suábia), significando o escroto de uma mosca doméstica (algo ínfimo, insignificante), foi votada em uma pesquisa de leitores pelo Stuttgarter Nachrichten, o maior jornal de Stuttgart, como a mais bela palavra Suábia, bem à frente de qualquer outro termo. A expressão é usada de forma irônica para descrever uma pequena unidade de medida, sendo considerada apropriada para uso na frente de crianças pequenas (comparados com Schupfnudel Bubenspitzle). O site infantil da emissora alemã Südwestrundfunk (SWR), Kindernetz, explicou o significado de Muggeseggele em seu dicionário de suábio na série de TV suábia “Ein Fall für B.A.R.Z”.

## Fonologia

### Consoantes
|           | Labial | Alveolar | Pós-alveolar | Palatal | Velar | Uvular | Faringeal/ Glotal |
| --------- | ------ | -------- | ------------ | ------- | ----- | ------ | ----------------- |
| Oclusiva  | p b    | t d      |              |         | k ɡ   |        |                   |
| Africada  | b̥f     | d̥s       | (d̥ʃ)         |         |       |        |                   |
| Nasal     | m      | n        |              |         | ŋ     |        |                   |
| Fricativa | f v    | s        | ʃ            | (ç)     | x (ɣ) | ʁ      | (ʕ) h             |
| Semivogal |        | l        |              | j       |       | ʁ      |                   |

- As oclusivas surdas são frequentemente aspiradas como  [pʰ tʰ kʰ].
- Os alofones de /  ʁ / são geralmente um som faríngeal ou velar, ou diminuídos para um nível aproximado [ ʕ] [ ɣ] [ ʁ̞].
- [ ç] ocorre como um alofone intervocálico de /  x,  h /.[6]

### Vogais
|              | Anterior | Anterior | Central | Central | Posterior | Posterior |
| curta        | longa    | curta    | longa   | curta   | longa     |           |
| ------------ | -------- | -------- | ------- | ------- | --------- | --------- |
| Fechada      | ɪ i      | iː       |         |         | u         | uː        |
| Meio fechada | e        | eː       | ə       |         | o         | oː        |
| Meio aberta  | ɛ        | ɛː       | (ɐ)     |         | ʌ ɔ       | ɔː        |
| Aberta       |          |          | a       | aː      |           |           |

- /  a / precedendo uma consoante nasal pode ser pronunciado como [ ɐ]. Quando /  a / é alongado, antes de uma consoante nasal, realizada como [ ʌː].
- /  ə / precedendo um /  r / pode ser pronunciado como [ ʌ].[7]

|         | Anterior | Central | Posterior |
| ------- | -------- | ------- | --------- |
| Fechada | iə       |         | uə, ui    |
| Medial  | eə       | əi      | əu, ɔe    |
| Aberta  | ae       |         | ao        |

## Características
- A desinência "-ad" é usada para verbos na primeira pessoa do plural. (Por exemplo, "vamos" é  mir gangad  em vez de  wir gehen  do alemão padrão.)
- Como em outros dialetos Alemânicos, a pronúncia de "s" antes de "t" e "p" é  [ʃ] (por exemplo,  Fest  ("festa"), é pronunciado como  Feschd .)
- O tempo de início da voz para consoante plosiva fica aproximadamente a meio caminho entre onde seria esperado para um contraste claro entre as oclusivas sonoras e não sonoras aspiradas. Essa diferença é mais perceptível nas oclusiva não sonoras, tornando-as muito semelhantes ou indistinguíveis das oclusivas sonoras:

| "t" para "d"   | "t" para "d" | "p" para "b"    | "p" para "b" |
| -------------- | ------------ | --------------- | ------------ |
| Alemão         | Suábio       | Alemão          | Suábio       |
| Tasche (bolsa) | Dasch        | putzen (limpar) | butza        |
| Tag (dia)      | Dag          | Papa (papai)    | Baba         |

- Uma característica óbvia é a adição do sufixo "-le" diminutivo em muitas palavras da língua alemã. Com a adição deste "-le" (pronunciado  / lə /), o artigo do substantivo torna-se automaticamente "das" no alemão como em alemão padrão]. O suábio "-le" é o mesmo que "-lein" ou "-chen" alemão padrão, mas é usado, sem dúvida, com mais frequência em suábio. Uma pequena casa (alemão padrão: Haus) é um  Häuschen  em alemão padrão, um  Haisle  em suábio. Em algumas regiões, é usado "-la" para plural. (Por exemplo,  Haisle  pode se tornar  Haisla ,  Spätzle  se torna  Spätzla .) Muitos sobrenomes na Suábia também terminam em "-le".

| Alemão           | Suábio |
| ---------------- | ------ |
| Zug (trem)       | Zigle  |
| Haus (casa)      | Haisle |
| Kerl (“cara”))   | Kerle  |
| Mädchen (menina) | Mädle  |
| Baum (árvore)    | Baimle |

- Artigos (der, die e das) são frequentemente pronunciados como "dr", "d" e "s" ("s Haus" em vez de "das Haus").
- O "ch" às vezes é omitido ou substituído. "ich", "dich" e "mich" podem se tornar "i", "di" e "mi".
- Vogais:

| Alemão            | Suábio     | Example (Alemão = Suábio)      |
| acurto [a]        | [a]        | machen = macha                 |
| a longo [aː]      | [ɔː]       | schlafen = schlofa             |
| e curto [ɛ]       | [e]        | Mensch, fest = Mentsch, fescht |
| e curto [ɛ]       | [ɛ]        | Fest = Fäscht                  |
| e longo [eː]      | [ɛa̯]       | leben = läaba                  |
| o curto [ɔ]       | [ɔ]        | Kopf = Kopf                    |
| o longo [oː]      | [aʊ̯]       | hoch, schon = hau, schau       |
| ö curto [œ]       | [e]        | können, Köpfe = kenna, Kepf    |
| ö longo [øː]      | [eː]       | schön = schee                  |
| i curto [ɪ]       | [e]        | in = en                        |
| i (ie) longo [iː] | [ia̯]       | nie = nia                      |
| ücurto [ʏ]        | [ɪ]        | über = iber                    |
| ü longo [yː]      | [ia̯]       | müde = miad                    |
| u curto [ʊ]       | [ɔ]        | und = ond                      |
| ulongo [uː]       | [ua̯]       | gut = guat                     |
| ei [aɪ̯]           | [ɔa̯], [ɔɪ̯] | Stein = Schdoa/Schdoi          |
| ei [aɪ̯]           | [a̯i]       | mein = mei                     |
| au [aʊ̯]           | [aʊ̯]       | laufen = laofa                 |
| au [aʊ̯]           | [a̯u]       | Haus = Hous                    |
| eu [ɔʏ̯]           | [a̯i], [ui̯] | Feuer = Feijer/Fuijer          |

Em muitas regiões, o dialeto da Suábia é falado com uma entonação única que também está presente quando os falantes nativos falam em alemão padrão. Da mesma forma, há apenas um fonema fricativo alveolar  / s /, que é compartilhado com a maioria dos outros dialetos do sul. A maioria dos falantes doa Suábio não tem conhecimento da diferença entre  / s / e  / z / e não tenta fazer isso quando fala alemão padrão.
As plosivas sonoras, a fricativa pós-alveolar e o uso frequente de diminutivos baseados em sufixos "l" conferem ao dialeto uma sensação muito "suave" ou "suave", muitas vezes considerada em nítido contraste com as variedades mais duras do alemão falado no norte.

## classificação e variação
O suábio é categorizado como um dialeto, que por sua vez é um dos dois tipos de dialetos do alto-alemão (o outro é dialeto austro-bávaro | bávaro).
."

Um adesivo que se traduz como: "Podemos fazer tudo. Exceto [falar] alemão padrão

O dialeto da Suábia é composto de vários subdialetos, cada um com suas próprias variações. Esses subdialetos podem ser categorizados pela diferença na formação do particípio passado de 'sein' (ser) em  gwäa e gsei. O grupo Gsei está mais próximo de outros dialetos alemânicos, como o Alemão Suíço. Pode ser dividido em Suábio Sudeste, Suábio Ocidental e Central .

## Na mídia

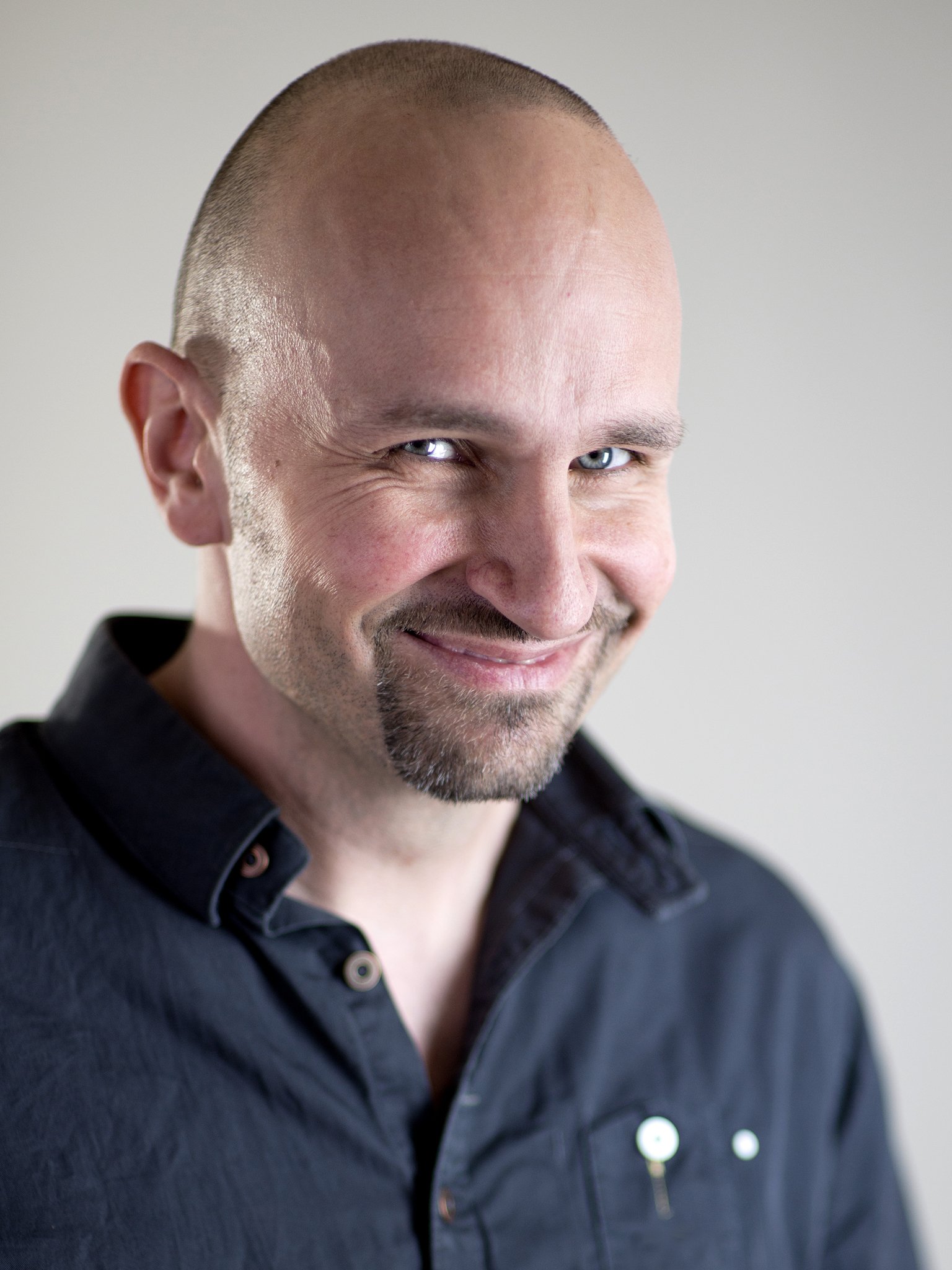
D Kuhn 2012 8 tiesbaby ominik Kuhn (Dodokay) (2012)

A Câmara de Comércio de Baden-Württemberg lançou uma campanha publicitária com o slogan "Wir können alles. Außer Hochdeutsch." que significa "Podemos [fazer] tudo. Exceto [falar] alemão padrão" para aumentar o orgulho da Suábia por seu dialeto e realizações industriais. No entanto, não impressionou os alemães do norte Dominik Kuhn (Dodokay) ficou famoso na Alemanha com vídeos de dublagens informais em dialeto suábio,, com dublagens entre outros de Barack Obama, em vogais de dialeto alemão e texto revisado. Na dublagem alemã do filme de 2001 Monstros S. A. (ou Monstros e Cia)., o Abominável Homem das Neves (personagem do filme), interpretado por John Ratzenberger na versão original em inglês, na versão alemã é dublado por Walter von Hauff que fala no dialeto da Suábia.

## Escritores em Suábio
- Sebastian Sailer (1714–1777)
- August Lämmle 1876-1962)
- Josef Eberle (como Sebastian Blau) (1901-1986)
- Thaddäus Troll (1914–1980)
- Hellmut G. Haasis (nasc. 1942)
- Peter Schlack (nasc. 1943)
- Gerhard Raff (nasc. 1946)

## Amostra de texto
As reagalat, as tropfalat, dia alde Weibla hopfalat, hopfat en dr Stuba rom, schmeissat älle Häfa om.
Português
Está chovendo, está caindo, as bruxas estão pulando, pule na cabana, jogue fora todos os potes.